# Stor-Laxsjön, Jämtland
Stor-Laxsjön är en sjö i Ragunda kommun och Strömsunds kommun i Jämtland och ingår i Indalsälvens huvudavrinningsområde. Sjön har en area på 1,57 kvadratkilometer och ligger 331,9 meter över havet. Sjön avvattnas av vattendraget Laxsjöbäcken.

## Delavrinningsområde
Stor-Laxsjön ingår i det delavrinningsområde (703736-149389) som SMHI kallar för Utloppet av Stor-Laxsjön. Medelhöjden är 371 meter över havet och ytan är 13,96 kvadratkilometer. Det finns inga avrinningsområden uppströms utan avrinningsområdet är högsta punkten. Laxsjöbäcken som avvattnar avrinningsområdet har biflödesordning 4, vilket innebär att vattnet flödar genom totalt 4 vattendrag innan det når havet efter 176 kilometer. Avrinningsområdet består mestadels av skog (81 procent). Avrinningsområdet har 1,59 kvadratkilometer vattenytor vilket ger det en sjöprocent på 11,4 procent.